# Alivio de luto (álbum)
Alivio de luto es el decimocuarto álbum de estudio de Joaquín Sabina, sacado a la venta en 2005 y del que se han vendido 200 000 ejemplares. En el álbum no solo hay dos versiones libres de Francesco de Gregori («Mater España») y Leonard Cohen («Pie de guerra»), sino que hay una letra entera, «Nube negra», escrita por Luis García Montero, una a medias con Benjamín Prado («Números rojos») y otra a medias con José Manuel Caballero Bonald («Dos horas después»).
El cantautor explicó que el álbum recibió el nombre de Números rojos en un principio, luego Doce más una y, finalmente, Alivio de luto.

## Lista de canciones
Las canciones que contiene son:
1. «Pájaros de Portugal». - 3:12
2. «Pie de guerra». - 4:42
3. «Ay, Rocío». - 3:54
4. «Contrabando». - 3:52
5. «Paisanaje». - 4:06
6. «Resumiendo». - 4:37
7. «Mater España». - 4:02
8. «Con lo que eso duele». - 4:20
9. «Dos horas después». - 3:40
10. «Me pido primer». - 3:26
11. «Nube negra». - 4:10
12. «Números rojos». - 4:12
13. «Seis tequilas». - 3:46

Este último trabajo, incluye además un DVD con una entrevista realizada por el periodista Javier Rioyo a Joaquín Sabina y a los productores del disco, además de versiones, acústicas y caseras, de algunas de las canciones del disco.